# Верхня Тойма (Алнаський район)
Верхня Тойма́ (рос. Верхняя Тойма) — присілок (колишній починок) у складі Алнаського району Удмуртії, Росія.

## Населення
Населення — 1 особа (2010; 4 в 2002).
Національний склад станом на 2002 рік:
- удмурти — 100 %

## Урбаноніми[3]
- вулиці — Верхньо-Тойминська